# スライサー

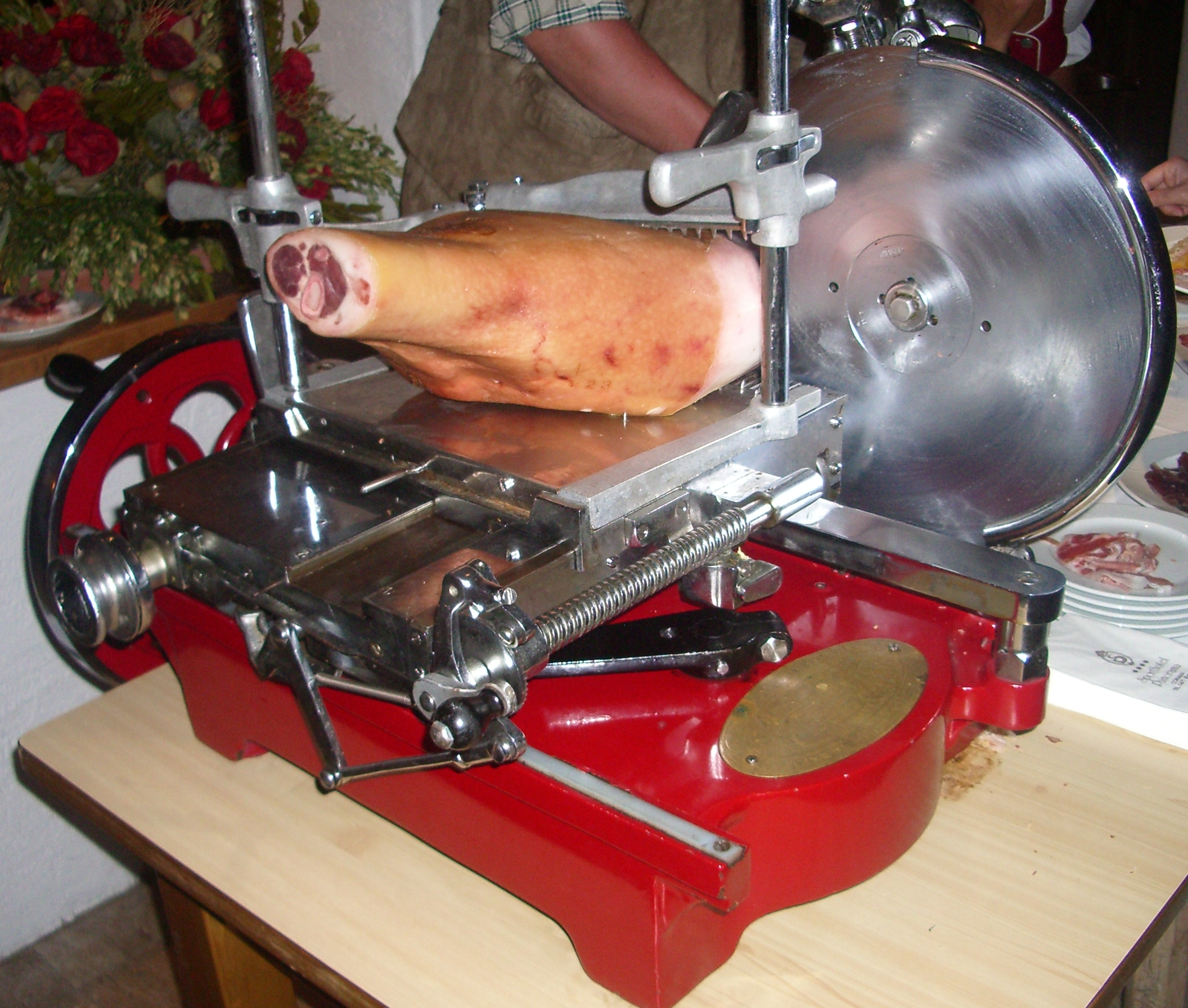
スライサー

スライサー（Slicer）とは、物を薄く切断（スライス）するための機器類である。

## フードスライサー
野菜などの食品類を薄く切断するための調理器具。食品の種類に応じて、手動のものから電動のものまで、幅広い種類のスライサーが市販されている。スライサーを使って一定の薄さにすることで形が揃う、かさが減る、火の通りがよくなる、味がしみ込みやすくなるといった利点がある。
一般的な野菜スライサーは、板状の本体に直線あるいはV字形の刃が取り付けられており、本体の上にのせた野菜を前後に動かすことで野菜のスライスができるようにしたものである。刃はステンレス製のもののほかセラミック製のものもある。また、厚さの調節ができるもの、千切りやみじん切りができるようにしたものなどもある。電動のものは食品を機械に取り付けるか食品自体の重さ（自重）によって安定させながら本体の刃でスライスしていくものが多い。

### 種類
- アップルスライサー
- アイススライサー - かき氷を作るための機械（かき氷機と同じ）。
- エッグスライサー
- キャベツスライサー
- チーズスライサー
- パイナップルスライサー
- ハムスライサー
- パンスライサー
- 万能スライサー
- ピザスライサー（ピザカッター）
- ポテトスライサー
- ミートスライサー
- マンドリンカッター(千切り器)(en)

### 怪我の予防
国民生活センターは、スライサーで指先に怪我をする事例が多いとして、注意喚起を行っている。同センターや救急医の志賀隆は、怪我を予防するためのポイントとして下記のことを挙げている。
- 食材をつかむための安全ホルダーを使用する。
  - 安全ホルダーは正しく使う。
- 子供が誤って触らないように、手の届かない場所に保管する。
- 調理だけではなく、洗浄・手入れや保管の際にも注意する。

## ミートスライサーの分類
- 冷凍肉スライサー
- 生肉スライサー
- 調理済み肉スライサー

## ギャラリー

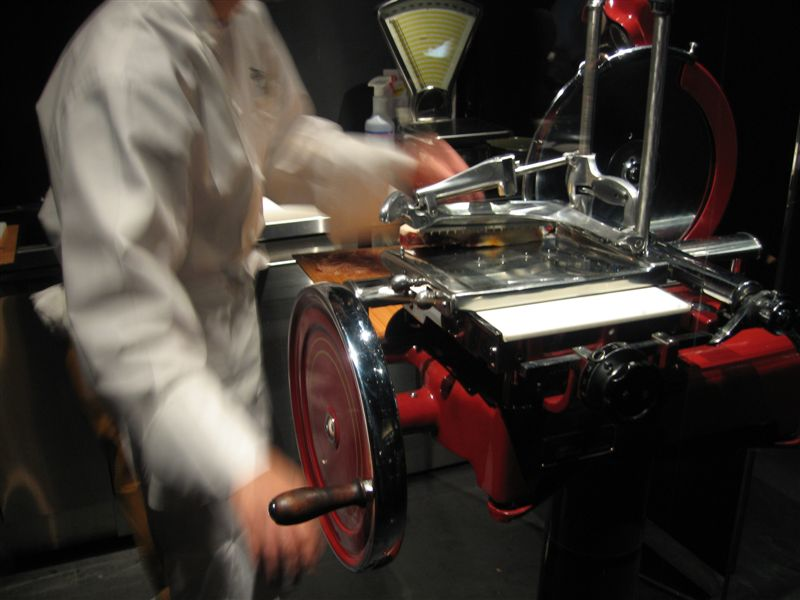
スライサーで作業する人
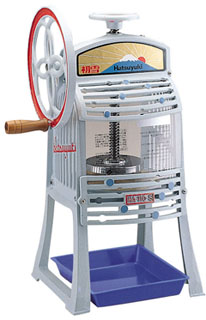
アイススライサー
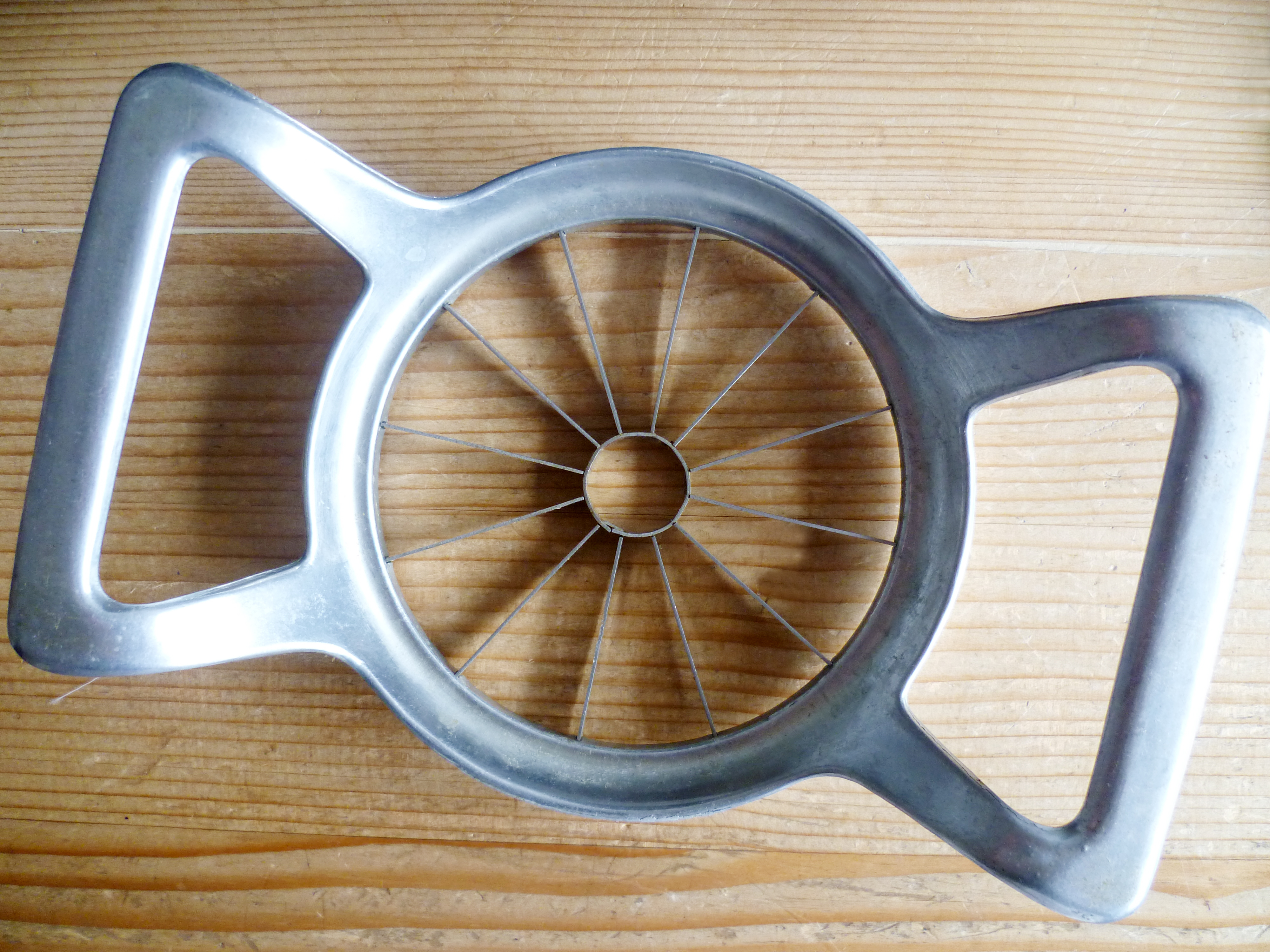
アップルスライサー
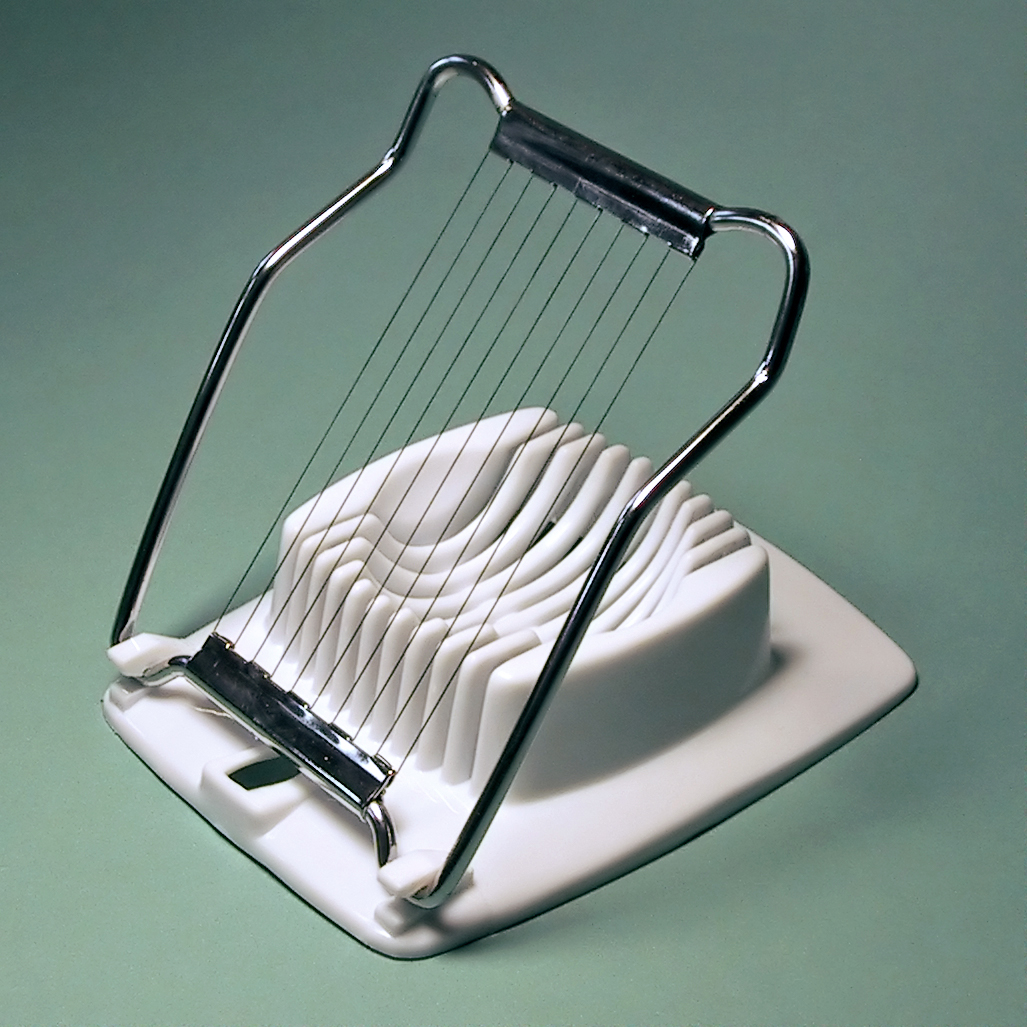
エッグスライサー
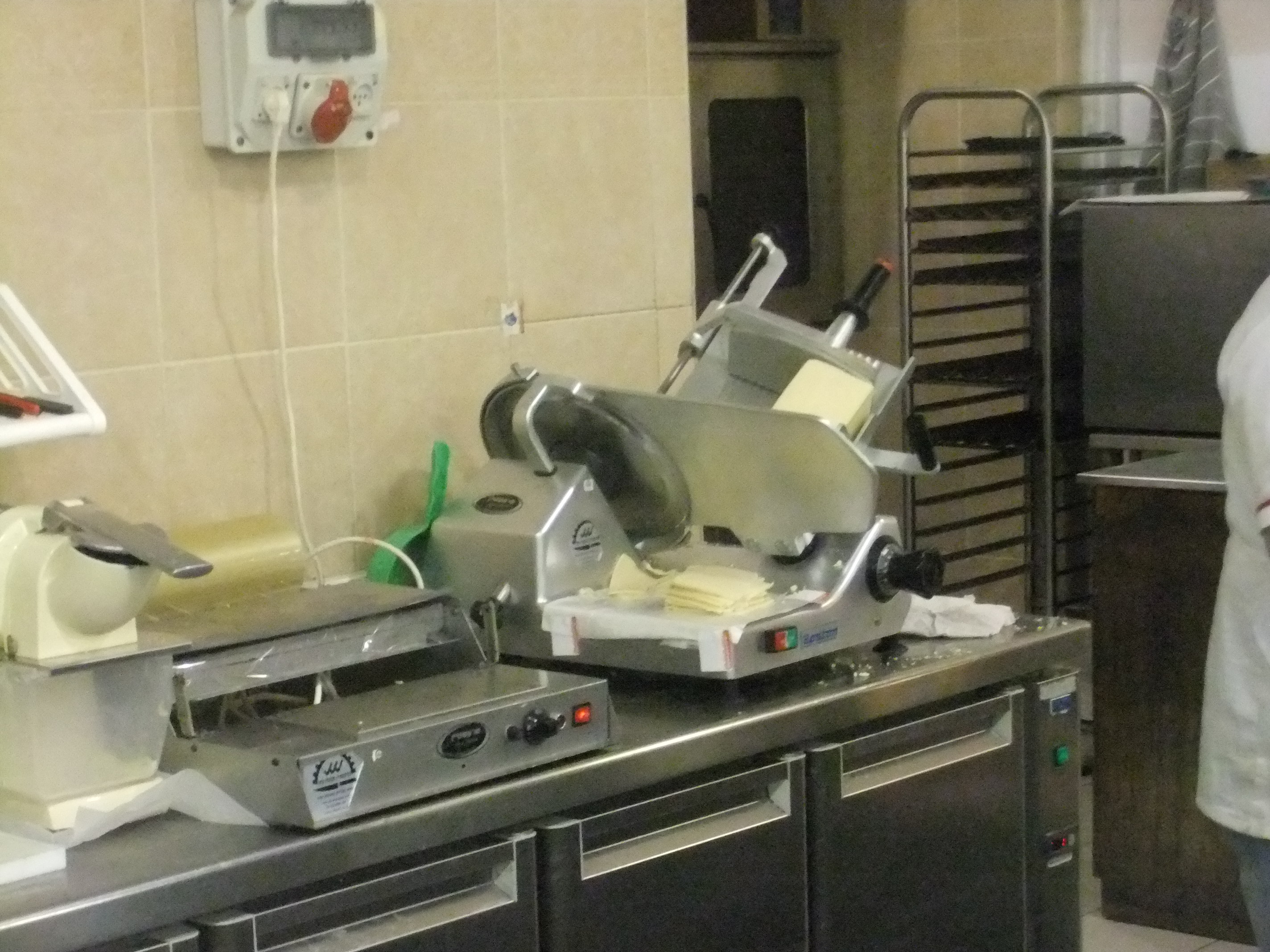
電動のチーズスライサー
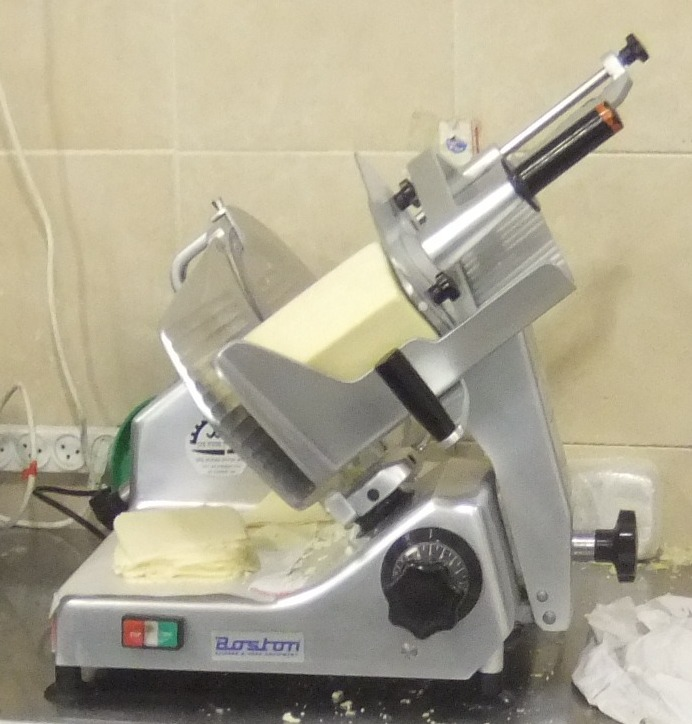
電動のチーズスライサー
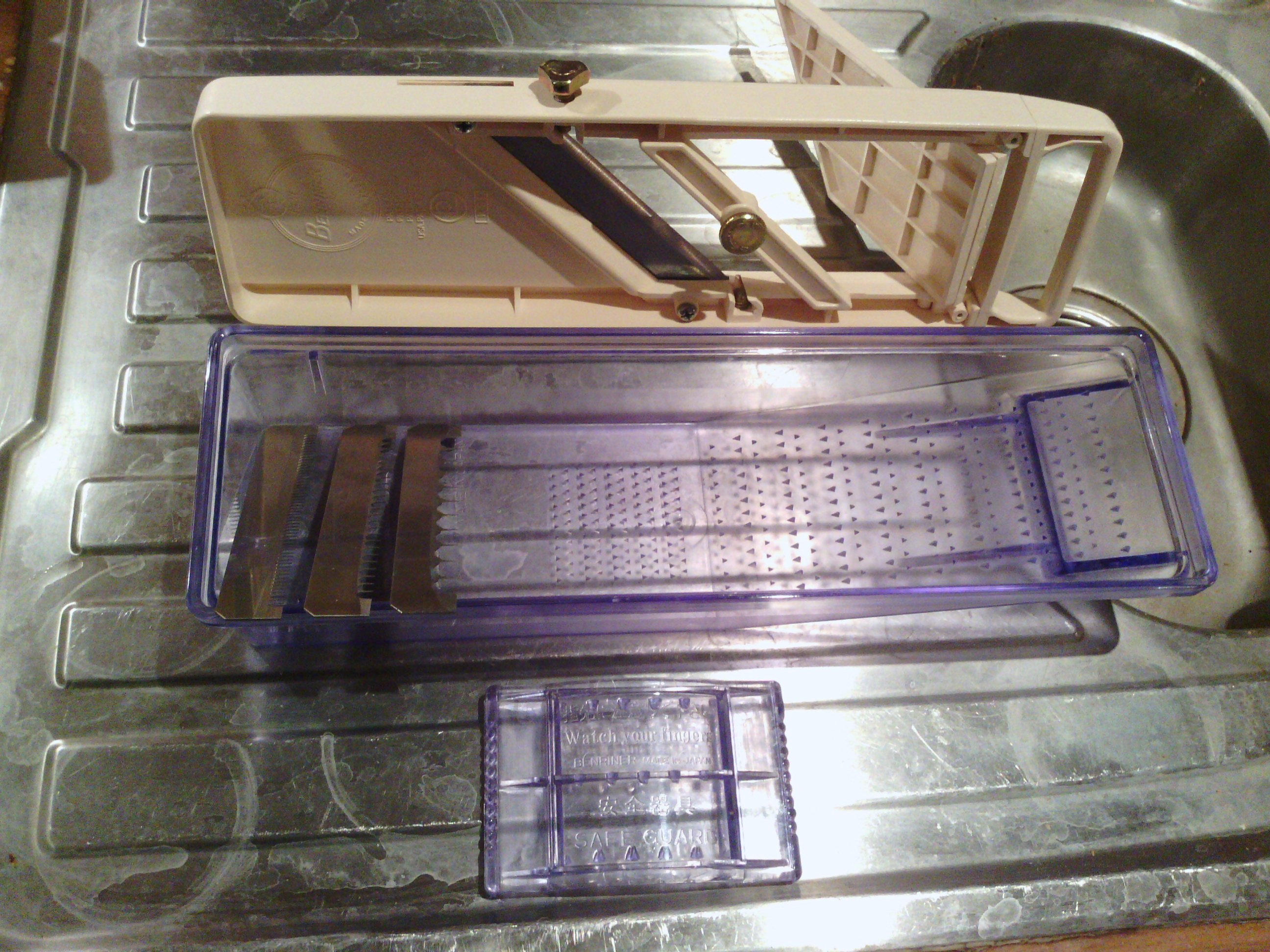
万能スライサー
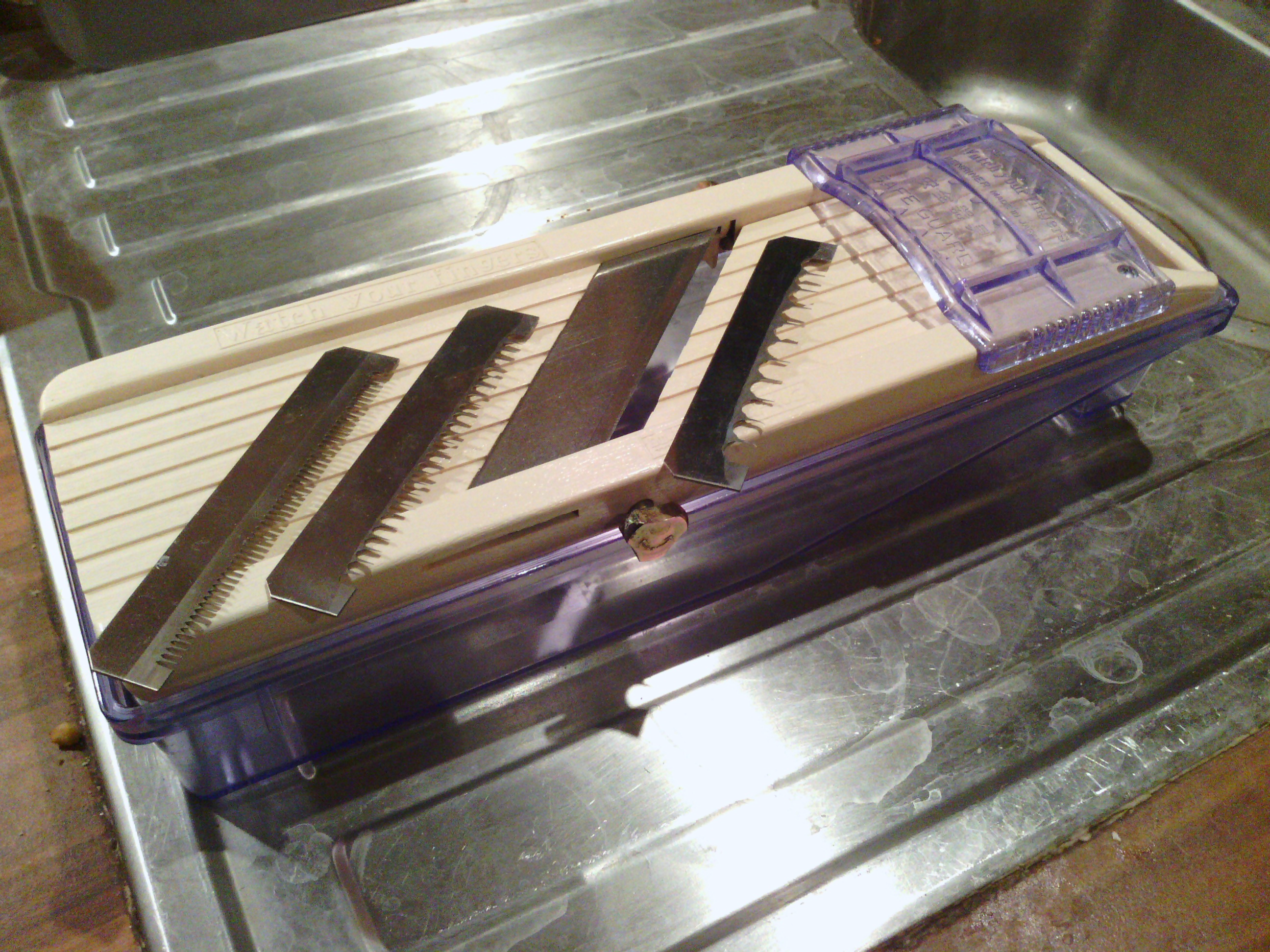
万能スライサーは刃を取り替えられる
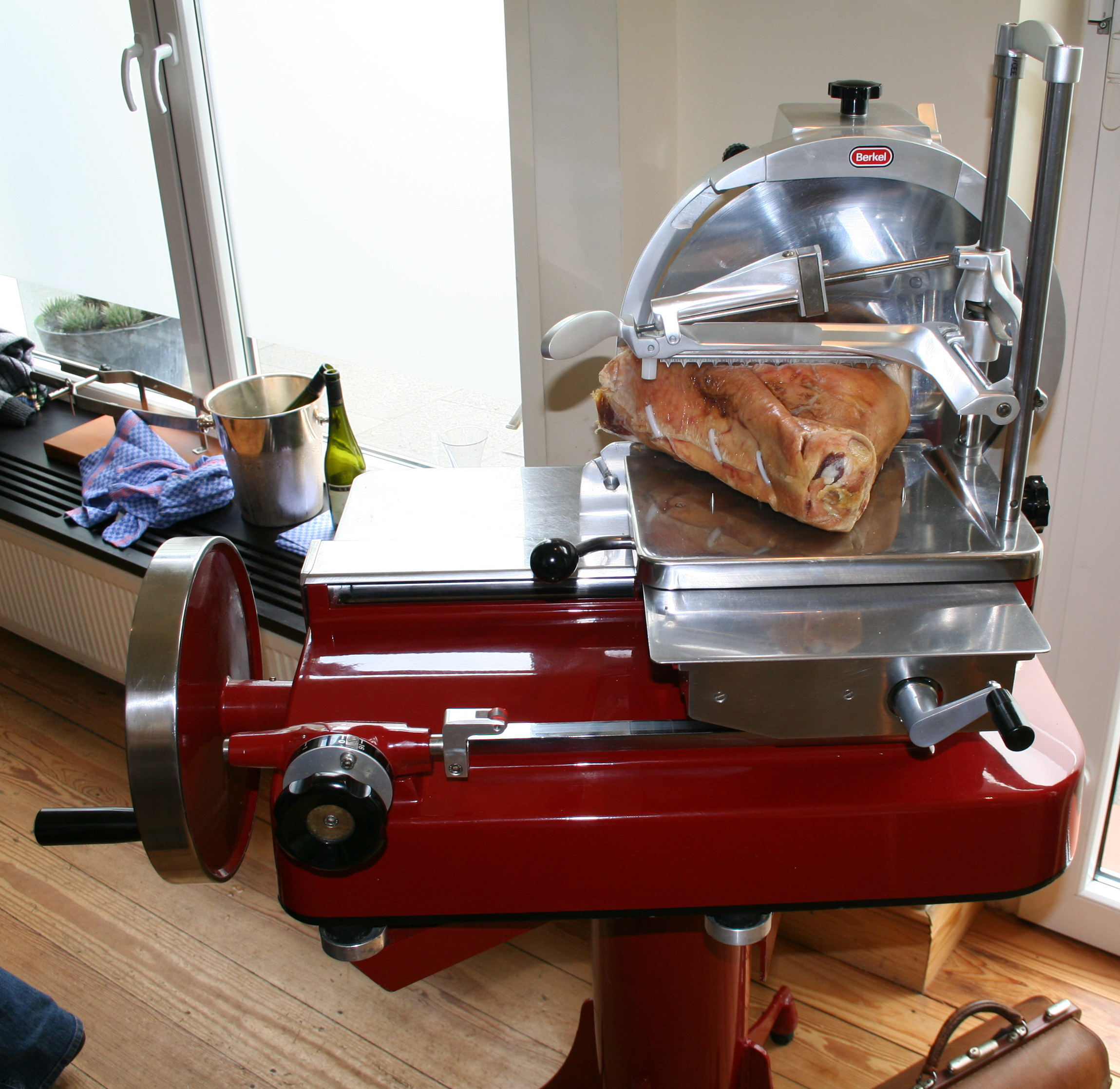
ミートスライサー
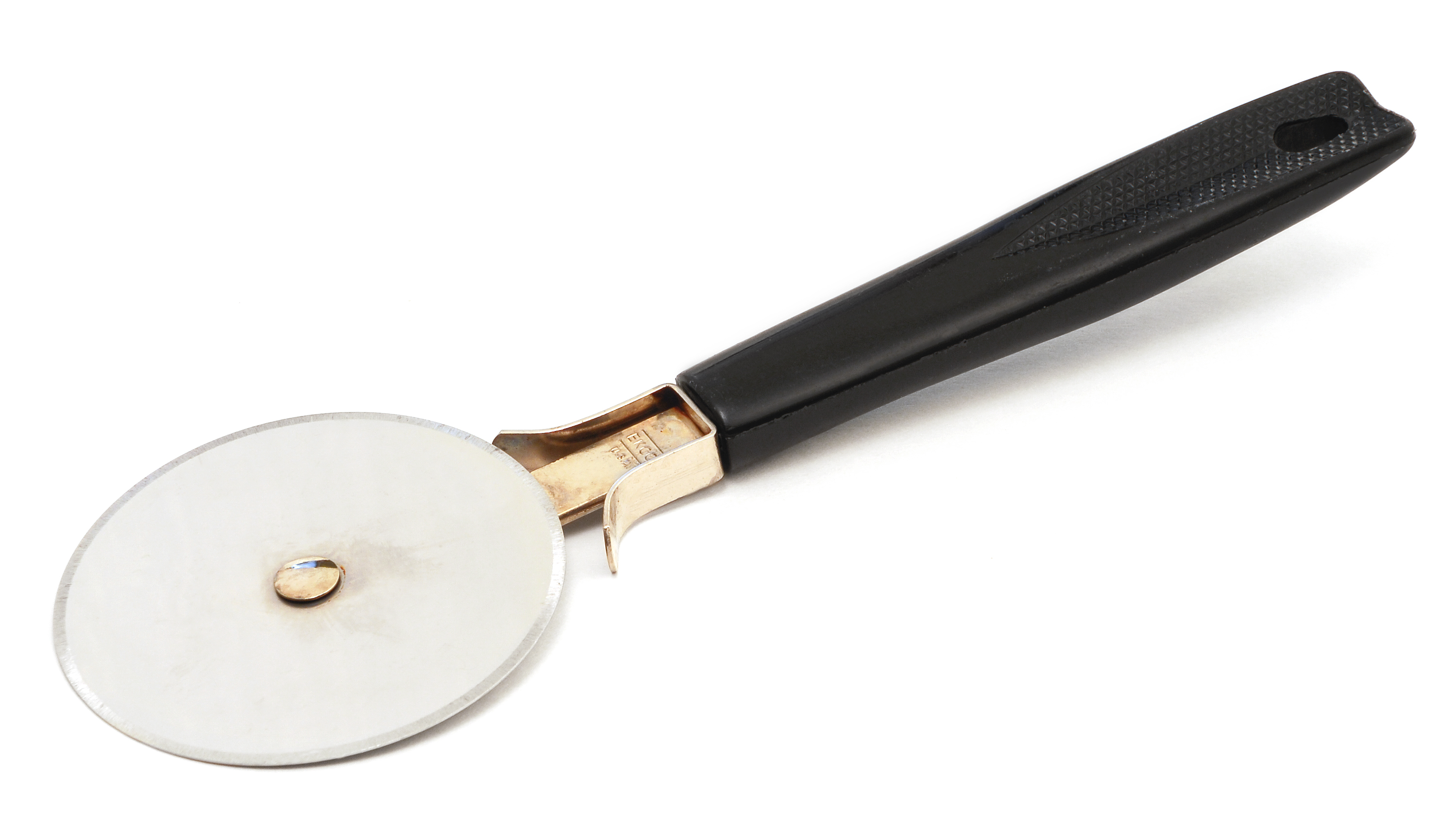
ピザカッター（ピザスライサー）

## 基板分割機
プリント基板をスライスするための機械。